# Viernheim
Viernheim (phát âm tiếng Đức: [ˈfɪʁnhaɪ̯m]) là một thị trấn công nghiệp cỡ trung bình ở ngoại ô Mannheim và nằm trong khu kinh tế và tập trung Rhine Neckar. Đây là thị trấn lớn thứ hai thuộc huyện Bergstraße ở Hessen, Đức. Từ năm 1994, nó còn mang tên Brundtlandstadt vì đã tham gia vào một dự án thí điểm bảo tồn năng lượng. Năm 1968, thị trấn tổ chức lễ hội bang Hessentag lần thứ tám.

## Thành phố kết nghĩa
Viernheim kết nghĩa với:
- Franconville, Pháp (1966)
- Potters Bar, Anh Quốc (1972)
- Rovigo, Ý (1991)
- Silly, Burkina Faso (1994)
- Mława, Ba Lan (2019)